# Das verbrecherische Leben des Archibaldo de la Cruz
Das verbrecherische Leben des Archibaldo de la Cruz (Originaltitel: Ensayo de un crimen bzw. La vida criminal de Archibaldo de la Cruz) ist ein mexikanischer Kriminalfilm von Luis Buñuel aus dem Jahre 1955. Er basiert auf dem Roman Ensayo de un crimen von Rodolfo Usigli.

## Handlung
Archibaldo erhielt als Kind von seiner Mutter eine Spielpuppe, der anscheinend magische Kräfte innewohnten. Denn sie soll es ihrem Besitzer ermöglicht haben, durch reinen Wunsch einen Menschen zu töten. So zog Archibaldo als Kind einmal die Spieluhr auf und wünschte sich den Tod seiner Erzieherin, die im nächsten Augenblick von einer Kugel getroffen wurde und starb. 
Als Erwachsener lag Archibaldo nach einem Autounfall in einem Krankenhaus und fand plötzlich Gefallen daran, der ihn behandelnden Nonne zu drohen, ihr mit einem Rasiermesser den Hals aufzuschlitzen. Auf der Flucht stürzte die panische Frau in einen Aufzugschacht und kam dabei ums Leben. Als anschließend ein Kriminalkommissar den Fall untersuchte, gestand Archibaldo ihm eine Reihe von Morden, die er auf diese Weise vorgenommen haben wollte. Doch weil er tatsächlich niemanden ermordet hatte und die geschilderten Todesfälle stets durch eine Verkettung unglücklicher Umstände eingetreten sind, war er für keinen einzigen Todesfall verantwortlich.
In dem Buch der Autoren Bill Krohn und Paul Duncan über das filmische Wirken Buñuels heißt es in Bezug auf die besondere Mystik des Films: „Seine Atmosphäre wird von der getragenen Melodie der Spieluhr bestimmt sowie von einer ins Komischen gewendeten Variation dieser Melodie, die immer dann erklingt, wenn Archibaldo wieder einmal von dem tödlichen Spielzeug verhext worden ist.“

## Hintergrund
Usigli hatte die Zusammenarbeit für das Drehbuch mit Buñuel beendet, nachdem dieser eine Reihe von dem Romanautor nicht genehmen Änderungen am Manuskript vorgenommen hatte. Daher griff Buñuel zur Fertigstellung des Drehbuchs auf den ihm bereits durch frühere Projekte vertrauten Eduardo Uguarte zurück.